# 馬蒂希霍芬
馬蒂希霍芬是奧地利的城鎮，位於該國北部，由上奧地利負責管轄，面積5平方公里，海拔高度454米，2012年人口5,750。該鎮在1938年3月13日被劃入納粹德國管治範圍。